# Glenn Buchanan
Glenn Buchanan (Townsville, 19 de noviembre de 1962) es un nadador australiano retirado especializado en pruebas de estilo mariposa, donde consiguió ser medallista de bronce olímpico en 1984 en los 100 metros.

## Carrera deportiva
En los Juegos Olímpicos de Los Ángeles 1984 ganó la medalla de bronce en los 100 metros mariposa, con un tiempo de 53.85 segundos, tras el alemán Michael Gross y el estadounidense Pablo Morales.